# Stomatologie

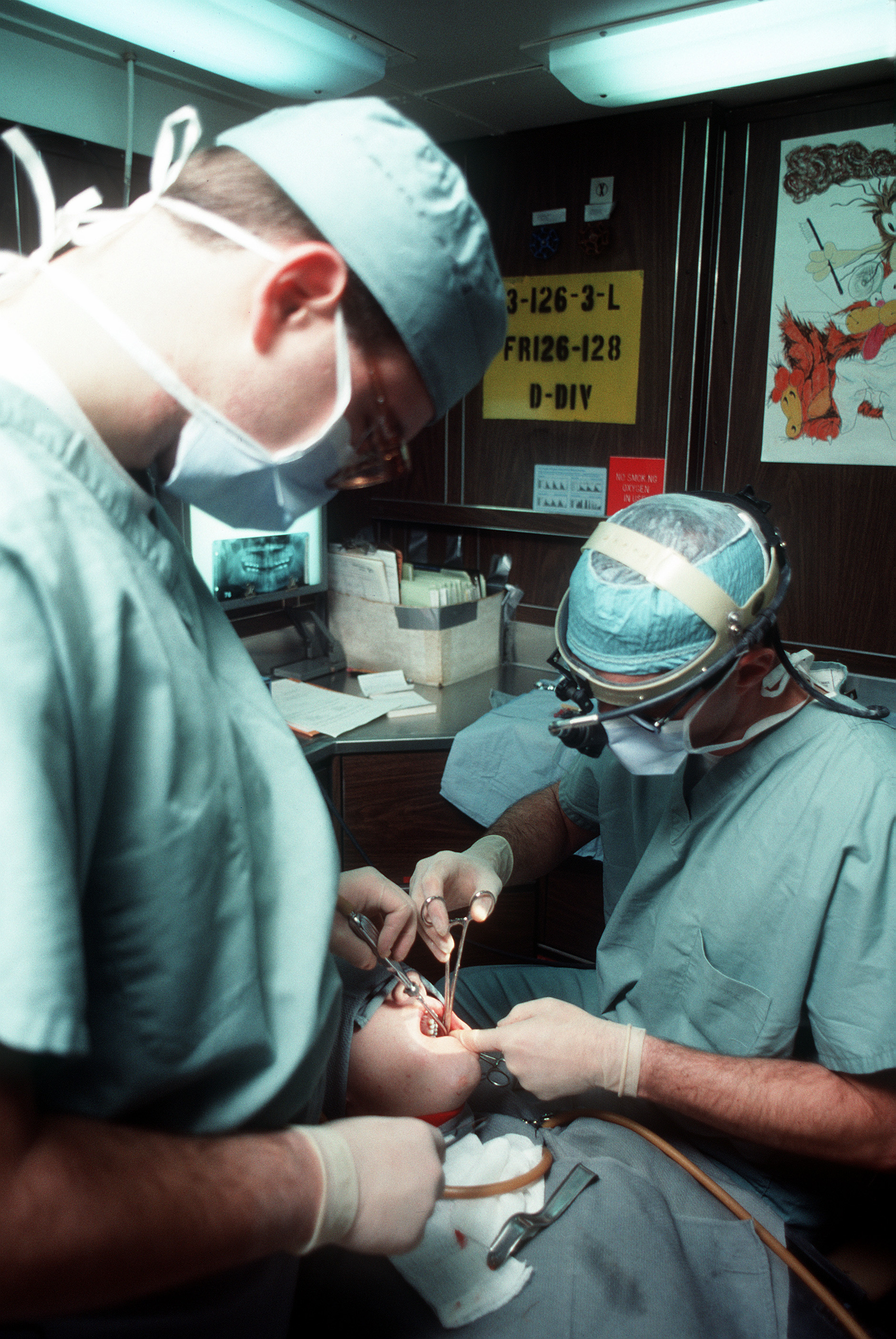
Zubní chirurgové na palubě USS Eisenhower

Stomatologie nebo zubní lékařství je odvětví lékařství, dentální věda (věda o umístění, organizaci, funkci zubů a jejich podpůrných tkání – alveolární kosti, závěsném aparátu, gingivě). Stomatolog / stomatoložka se označuje jako zubní lékař / lékařka (obecně zubař / zubařka) či dentista / dentistka. Podle českého zákona o vysokých školách je takovému lékaři udělen titul doktor zubního lékařství (ve zkratce MDDr.), dříve dostávali titul doktor všeobecného lékařství (ve zkratce MUDr.). Ve většině zemí musí absolvovat studium na univerzitě (obvykle 4–8 let) a odbornou praxi s pacienty. V Česku je od roku 1992 obor zubní lékařství pětiletý. Zubní lékařství je jediným lékařským oborem majícím specializovanou náplň již od svého počátku. Tento fakt dovoluje koncipovat výuku se zaměřením na výkon odborné lékařské praxe již od prvních ročníků. Po absolvování studia je lékař plně způsobilý k samostatnému výkonu praxe (zákonem č. 95/2004 Sb. a vyhláškou č. 233/2008 Sb.).

## Stavovské organizace
Zubní lékaři mají v Česku stavovsky dané zastoupení v České stomatologické komoře, nejsou členy lékařské komory ani odborových klubů. Tato komora historicky navazuje na Spolek českých zubních lékařů, který byl založen už v roce 1897 na tehdejší česko-německé Karlo-Ferdinandově universitě v Praze. 
Většina zubních lékařů dnes pracuje v nestátních zdravotnických zařízeních. Kvůli demografické křivce je však v roce 2024 nedostatek zubních lékařů v Česku. Dle lednových dat stavovské komory je bez systematické stomatologické péče asi 600 tisíc lidí.

## Historie
Proto-stomatologie je doložena před více než 10 tisíci let.
V současnosti se stává, že stomatologická péče je nadužívána.

## Vzdělávání v zubním lékařství
Pregraduální o postgraduální vzdělávání zubních lékařů prodělávalo v minulosti různé dílčí změny. Text níže uvádí současný stav.

### Pregraduální vzdělávání
Odborná způsobilost k výkonu povolání zubního lékaře se získává absolvováním nejméně pětiletého prezenčního studia v akreditovaném zdravotnickém magisterském studijním programu Zubní lékařství nebo Stomatologie (pokud byl zahájen nejpozději v akademickém roce 2003/2004). Zubní lékař pracuje v odbornosti 014 - Klinická stomatologie

### Postgraduální vzdělávání

#### Specializační obory zubního lékařství:
Rozšiřují odbornou způsobilost svých absolventů - Ortodoncie: odb. 015, Orální a maxilofaciální chirurgie: odb. 605. Jsou zakončeny atestační zkouškou.
- Orální a maxilofaciální chirurgie
- Klinická stomatologie
- Ortodoncie

#### Systém celoživotního vzdělávání zubních lékařů organizovaný Českou stomatologickou komorou (ČSK)
Každý zubní lékař má povinnost se celoživotně vzdělávat. Česká stomatologická komora organizuje systém celoživotního vzdělávání zubních lékařů. Zubní lékař má možnost získat u ČSK "Osvědčení odbornosti" absolvováním některého z předepsaných programů celoživotního vzdělávání. Vydáním osvědčení odbornosti ČSK stvrzuje, že se zubní lékař systematicky více vzdělává v některé části spektra zubního lékařství. Tyto programy jsou zakončené zkouškou u ČSK, ale nerozšiřují odbornou způsobilost. Programy celoživotního vzdělávání zubních lékařů jsou:
- Praktický zubní lékař
- Praktický zubní lékař pedostomatolog
- Praktický zubní lékař parodontolog
- Praktický zubní lékař stomatochirurg